# Lookhuisstraat
De Lookhuisstraat is naam van een straat en een heuvel in de Belgische provincie West-Vlaanderen, in de gemeente Ichtegem. De eerste 700 meter zijn uitgevoerd in kasseien. De Keiberg sluit aan op de Lookhuisstraat.

## Wielrennen
De helling wordt wel eens opgenomen in de Grote Prijs Jean-Pierre Monseré en de Omloop van het Houtland.